# Llista d'escultures públiques d'Esplugues de Llobregat
Aquesta llista d'escultures públiques d'Esplugues recull la relació d'escultures situades a les vies públiques de la població baixllobregatina d'Esplugues de Llobregat incloses a l'inventari de béns mobles escultòrics elaborat per l'Ajuntament d'Esplugues i per la Diputació de Barcelona.
| Títol                                             | Descripció | Autor/Data                                       | Material                                  | Localització                                                                                     | Codi | Imatge                                                                                     |
| ------------------------------------------------- | --- | ------------------------------------------------ | ----------------------------------------- | ------------------------------------------------------------------------------------------------ | ---- | ------------------------------------------------------------------------------------------ |
| Dona amb guitarra                                 | Escultura en bronze i disposada sobre una peanya prismàtica de granit | Montserrat Sastre i Planella 1986                | bronze, granit                            | Jardins del Casal de Cultura Robert Brillas 41° 22′ 38″ N, 2° 05′ 06″ E / 41.377199°N,2.085012°E |      | Dona amb guitarra · Carregueu una nova foto d'aquesta obra                                 |
| Commemoració de l'arribada de la Flama del Canigó | Escultura de 250 cm; una flama de bronze sobre una base de pedra i amb les quatre barres de Catalunya al darrere. Inscripció: "Commemoració de l'arribada de la flama del Canigó el 1972. III Congrés dels Focs de Sant Joan. Països Catalans, juny 1985.". | Joan Sanagustín i Badia 1985                     | bronze                                    | Jardins del Casal de Cultura Robert Brillas 41° 22′ 38″ N, 2° 05′ 04″ E / 41.377295°N,2.084544°E |      | Commemoració de l'arribada de la Flama del Canigó · Carregueu una nova foto d'aquesta obra |
| Placa dedicada a Àngels Sardà i Camprubí          | Placa, sobre un fragment de pedra devastada, com a homenatge de totes les entitats a Àngels Sardà i on es reprodueix un fragment de la cançó popular "El cant dels ocells". | No especificat 1999                              |                                           | Jardins del Casal de Cultura Robert Brillas 41° 22′ 37″ N, 2° 05′ 05″ E / 41.377068°N,2.084643°E |      | Placa dedicada a Àngels Sardà i Camprubí · Carregueu una nova foto d'aquesta obra          |
| Commemoració de la Constitució                    | Escultura minimalista formada per dos elements iguals i paral·lels, fets amb sengles perfils metàl·lics verticals, units a un segon perfil metàl·lic simple en forma arquejada, que tenen la forma de T. "Aquest conjunt escultòric vol ser un element de reflexió sobre la naturalesa de la Constitució, sòlida com la biga i alhora vulnerable com l'arc; la implicació de la ciutadania serà el que la consolida."                                                                                  | Joaquim Lluís Martínez 2000                      | Ferro                                     | plaça de la Constitució 41° 22′ 58″ N, 2° 05′ 11″ E / 41.382780°N,2.086508°E                     |      | Commemoració de la Constitució · Carregueu una nova foto d'aquesta obra                    |
| Esplugues al Baix Llobregat                       | Bloc rectangular amb una placa de bronze amb un relleu que representa una dona amb vestimenta clàssica i tres motius a sota que representen una espiga (l'agricultura), el símbol del comerç i una roda dentada, símbol de la indústria. Aquesta obra se situa dins la tradició acadèmica i realista. | Agustí Guasch 1985                               | Granit, bronze                            | Av. Cornellà 41° 22′ 35″ N, 2° 05′ 16″ E / 41.376255°N,2.087711°E                                |      | Esplugues al Baix Llobregat · Carregueu una nova foto d'aquesta obra                       |
| Homenatge a Laureà Miró                           | Escultura abstracta en homenatge al polític republicà Laureà Miró i Trepat. Element vertical està conformat per quatre poliedres sobreposats de manera irregular i pintats de vermell a sobre d'un parterre enjardinat. Inscripció: "ESPLUGUES DE LLOBREGAT / A / LAUREÀ MIRÓ / 1883-1916 / PER LA LLIBERTAT / I EL PROGRÉS DEMOCRÀTIC / AL SERVEI DE CATALUNYA" | Marcel Martí i Badenes 1985                      | Poliuretà                                 | Pl. Jacinto Benavente 41° 22′ 35″ N, 2° 05′ 59″ E / 41.376336°N,2.099783°E                       |      | Homenatge a Laureà Miró · Carregueu una nova foto d'aquesta obra                           |
| Esplugues, vila d'obertura i harmonia             | Prisma rectangular recobert per davant i per darrere amb 55 peces de gres quadrades decorades amb motius abstractes de colors vius i l'escut de la població. | Angelina Alòs i Tormo 1973                       | Formigó, ceràmica                         | Av. Països Catalans 41° 22′ 39″ N, 2° 05′ 29″ E / 41.377459°N,2.091274°E                         |      | Escultura "Esplugues, vila d'obertura i harmonia" · Carregueu una nova foto d'aquesta obra |
| Nimfa                                             | | Desconegut                                       |                                           | Parc de Can Vidalet 41° 22′ 28″ N, 2° 05′ 51″ E / 41.374541°N,2.097573°E                         |      | Nimfa · Carregueu una nova foto d'aquesta obra                                             |
| Maternitat                                        | | Eulàlia Fàbregas 1966                            |                                           | Parc de Can Vidalet 41° 22′ 34″ N, 2° 05′ 49″ E / 41.376159°N,2.096969°E                         |      | Maternitat · Carregueu una nova foto d'aquesta obra                                        |
| A les víctimes de totes les guerres               | Placa de marbre blanc amb un relleu amb un home que sosté un altre home defallit i una dona agenollada. | Eulàlia Fàbregas 1972                            | Marbre                                    | Jardins de Ca n'Hospital 41° 22′ 34″ N, 2° 04′ 55″ E / 41.376009°N,2.081898°E                    |      | A les víctimes de totes les guerres · Carregueu una nova foto d'aquesta obra               |
| Sólo quiero llegar a ser lo que no soy            | Escultura en marbre | Juan Ignacio Lomas 2007                          | marbre                                    | Parc de Can Vidalet 41° 22′ 34″ N, 2° 05′ 49″ E / 41.376159°N,2.096969°E                         |      | Sólo quiero llegar a ser lo que no soy · Carregueu una nova foto d'aquesta obra            |
| Nu de dona                                        | Escultura en marbre damunt d'un pòdium de granit que indica el nom del parc del Pou d'en Fèlix. Restaurada, el 2007 es va traslladar a l'emplaçament actual. | Eulàlia Fàbregas 1985                            | Bronze, granit                            | Parc del Pou d'en Fèlix 41° 22′ 34″ N, 2° 04′ 55″ E / 41.376009°N,2.081898°E                     |      | Nu de dona · Carregueu una nova foto d'aquesta obra                                        |
| Samurai                                           | Escultura abstracta feta en bronze amb una placa de ferro amb el nom de l'obra i l'autor al peu de la mateixa escultura. L'obra representa el cap d'un samurai amb un barret i tot ple de documents i d'armes que feien servir aquests lluitadors orientals. L'obra va néixer després dels contactes de Corberó amb l'artista japonès Masayuki Nagare, que prové d'un llinatge amb avantpassats samurais.                                                                                              | Xavier Corberó 1995                              | Bronze                                    | Parc del Pou d'en Fèlix 41° 22′ 36″ N, 2° 04′ 56″ E / 41.376652°N,2.082332°E                     |      | Samurai · Carregueu una nova foto d'aquesta obra                                           |
| Atrium Libertatis                                 | Escultura d'acer Corten de 6 metres d'alçària, representació metafòrica de la solidaritat entre persones. | Alberto de Udaeta 1998                           |                                           | Parc de la Solidaritat 41° 22′ 23″ N, 2° 05′ 36″ E / 41.373096°N,2.093384°E                      |      | Atrium Libertatis · Carregueu una nova foto d'aquesta obra                                 |
| Plenitud                                          | Escultura en bronze de dos metres i mig d'alçària | Jorge Egea Izquierdo                             |                                           | Jardins Pons i Termes 41° 22′ 27″ N, 2° 05′ 06″ E / 41.374246°N,2.085013°E                       |      | Plenitud · Carregueu una nova foto d'aquesta obra                                          |
| A Jaume Termes i Rosa Trabal                      | Placa damunt d'un monòlit de pedra |                                                  |                                           | Jardins Pons i Termes 41° 22′ 29″ N, 2° 05′ 06″ E / 41.374740°N,2.085013°E                       |      | A Jaume Termes i Rosa Trabal · Carregueu una nova foto d'aquesta obra                      |
| Noia amb gos                                      | | Eulàlia Fàbregas                                 |                                           | Jardins de Ca n'Hospital 41° 22′ 46″ N, 2° 05′ 27″ E / 41.379555°N,2.090820°E                    |      | Carregueu una nova foto d'aquesta obra                                                     |
| Noia amb colom                                    | | Eulàlia Fàbregas                                 |                                           | Jardins de Ca n'Hospital 41° 22′ 46″ N, 2° 05′ 27″ E / 41.379555°N,2.090820°E                    |      | Carregueu una nova foto d'aquesta obra                                                     |
| Noia amb nen                                      | | Eulàlia Fàbregas 1970                            |                                           | Jardins de Ca n'Hospital 41° 22′ 46″ N, 2° 05′ 27″ E / 41.379555°N,2.090820°E                    |      | Carregueu una nova foto d'aquesta obra                                                     |
| Prototipus Montesa 1947-1970                      | Element de formigó de 7 m d'alçària ancorat a terra, compost de dos monolits sobre els quals hi ha les marques i els senyals dels noms d'alguns models produïts per Montesa i les dates de producció. Entre els dos blocs de formigó, un encofrat en franges horitzontals i l'altre amb textura abuixardada, hi ha, maclats, tot tipus d'elements de les carrosseries de les motos de la fàbrica Montesa. L'escultura s'emmarca en la línia del Nou Realisme o del Pop Art americà.                    | Josep Maria Subirachs 1971                       | Formigó, peces de metall                  | Carrer Verge de la Paloma, 21-53 41° 22′ 00″ N, 2° 05′ 04″ E / 41.366659°N,2.084521°E            |      | Escultura "Prototipus Montesa 1947-1970" · Carregueu una nova foto d'aquesta obra          |
| Josep Anselm Clavé                                | Làpida, 165 cm. Bloc rectangular de pedra amb una placa de marbre amb el retrat de Clavé. | Desconegut 1960                                  | Marbre, pedra                             | Pl. Sant Lluís Gonzaga 41° 22′ 34″ N, 2° 05′ 31″ E / 41.375998°N,2.091865°E                      |      | Homenatge a Josep Anselm Clavé · Carregueu una nova foto d'aquesta obra                    |
| Alba                                              | | Eulàlia Fàbregas                                 |                                           | Pl. Santa Magdalena 41° 22′ 38″ N, 2° 05′ 19″ E / 41.377223°N,2.088746°E                         |      | Escultura "Alba" · Carregueu una nova foto d'aquesta obra                                  |
| Onze de Setembre                                  | Monòlit de pedra amb una placa de ceràmica amb dos rostres enfrontats sobre un fons amb la senyera, roses i espigues i la llegenda Onze de Setembre. | Carme Malaret, Quima Guima i Susi Forcas 1981    | Pedra, cermàmica                          | Parc de l'Onze de Setembre 41° 22′ 32″ N, 2° 05′ 15″ E / 41.375613°N,2.087493°E                  |      | Onze de Setembre · Carregueu una nova foto d'aquesta obra                                  |
| Bust de Blas Infante                              | Sobre un parterre d'herbes boscanes, un pedestal de marbre blanc amb un bust naturalista del mateix material. Inscripció: "A / Blas Infante / padre de la patria andaluza / 1 de mayo de 1994". 180 cm | Escola del Marbre Macael 1994                    | Marbre blanc                              | Plaça de Blas Infante 41° 22′ 23″ N, 2° 05′ 54″ E / 41.373123°N,2.098382°E                       |      | Bust de Blas Infante · Carregueu una nova foto d'aquesta obra                              |
| Al Mestre                                         | Escultura. A les grades d'un hemicicle hi ha dues figures que representen un mestre assegut a una de les grades i una nena dreta que li lliura un quadern amb els seus deures. No es conserva la dedicatòria, que es trobava a terra. | Eduard Estartús 1995                             | Bronze                                    | Plaça de Catalunya 41° 22′ 30″ N, 2° 05′ 15″ E / 41.374944°N,2.087507°E                          |      | Al Mestre · Carregueu una nova foto d'aquesta obra                                         |
| Dona                                              | | Josep Ignasi Alegre                              |                                           | Plaça de la Dona 41° 22′ 35″ N, 2° 05′ 31″ E / 41.376492°N,2.092069°E                            |      | Escultura "Dona" · Carregueu una nova foto d'aquesta obra                                  |
| Argo                                              | | Manel Marzo-Mart 1999                            |                                           | Rambla del Carme 41° 22′ 13″ N, 2° 05′ 10″ E / 41.370356°N,2.086115°E                            |      | Escultura "Argo" · Carregueu una nova foto d'aquesta obra                                  |
| Família                                           | | Xavier Corberó                                   |                                           | Jardins de Can Tinturé 41° 22′ 43″ N, 2° 05′ 14″ E / 41.378642°N,2.087107°E                      |      | Escultura "Família" · Carregueu una nova foto d'aquesta obra                               |
| Sense títol                                       | Escultura en marbre | Juan José Botella març 2007                      |                                           | Plaça de Macael 41° 22′ 19″ N, 2° 05′ 46″ E / 41.372039°N,2.096205°E                             |      | Sense títol · Carregueu una nova foto d'aquesta obra                                       |
| Entre el sueño y el deseo                         | | Alberto José Mesecuer García                     |                                           | Parc de la Solidaritat 41° 22′ 23″ N, 2° 05′ 42″ E / 41.373101°N,2.095006°E                      |      | Entre el sueño y el deseo · Carregueu una nova foto d'aquesta obra                         |
| Porta mítica                                      | Element escultòric de planta estrellada d'estructura piramidal amb un buit central, la porta pròpiament dita. Està constituït per delgues metàl·liques horitzontals i separades a manera de gelosia, tot creant una transparència i relació amb l'entorn. Dedicada als Geganters d'Esplguues. Era situada a la plaça de Josep Català. | Manuel Álvarez Losada 1996                       | Acer Corten                               | Magatzem Municipal del carrer Nord 41° 22′ 45″ N, 2° 04′ 57″ E / 41.379164°N,2.082454°E          |      | Carregueu una nova foto d'aquesta obra                                                     |
| Al·legoria                                        | | Eulàlia Fàbregas de Sentmenat                    |                                           | Magatzem Municipal del carrer Nord 41° 22′ 45″ N, 2° 04′ 57″ E / 41.379164°N,2.082454°E          |      | Carregueu una nova foto d'aquesta obra                                                     |
| Barcelona                                         | | Xavier Corberó                                   |                                           | Jardins Pons i Termes 41° 22′ 29″ N, 2° 05′ 06″ E / 41.374636°N,2.085087°E                       |      | Font "Barcelona" · Carregueu una nova foto d'aquesta obra                                  |
| Font Prisma de Granit                             | Font en forma de prisma quadrangular de granit, amb una aixeta de llautó i amb una base circular de relliga d'acer galvanitzat, emmarcada per un paviment radial amb llamborda de formigó tipus "bétulo". | Joan Mamano 1993                                 | Granit, formigó, llautó, acer galvanitzat | Plaça de les Moreres 41° 22′ 47″ N, 2° 05′ 13″ E / 41.379842°N,2.086827°E                        |      | Font Prisma de Granit · Carregueu una nova foto d'aquesta obra                             |
| Creu de Terme de Codines                          | Creu de forma llatina, aixecada sobre un pedestal prismàtic d'arestes aixamfranades, que a la part superior s'estreny formant dos graons per rebre la creu. El pedestal, a la vegada, descansa en una base de quatre graons, l'inferior de ciment i els tres superiors, de pedra de marès picada, que pertanyen probablement a la creu medieval. Tant el pedestal com la creu són de ciment, de superfícies llises. Els graons de la base estan disposats de manera concèntrica i dibuixen un octàgon. | Desconegut s. XV; reconstrucció i trasllat: 1945 | Pedra de marès, ciment.                   | Via Augusta, 7 41° 22′ 55″ N, 2° 05′ 22″ E / 41.382063°N,2.089545°E                              |      | Creu de Terme de Codines · Carregueu una nova foto d'aquesta obra                          |
| Portalada d'accés a Ca n'Hospital                 | Conjunt del mur i la porta ferro d'entrada a Ca n'Hospital. La porta de ferro forjat, amb lleugeres influències neogoticistes i modernistes, ve emmarcada per dos pilars a banda i banda i per una paret baixa de lleugera ondulació. Es va reformar l'any 2000. | atribuïble a Josep Puig i Cadafalch              |                                           | Jardins de Ca n'Hospital 41° 22′ 46″ N, 2° 05′ 28″ E / 41.379504°N,2.091113°E                    |      | Portalada d'accés a Ca n'Hospital · Carregueu una nova foto d'aquesta obra                 |
| Trobada                                           | | Xavier Corberó 2000                              |                                           | c. Església / Montserrat Roig 41° 22′ 48″ N, 2° 05′ 17″ E / 41.379869°N,2.088066°E               |      | Grup escultòric "Trobada" · Carregueu una nova foto d'aquesta obra                         |
| Ànima                                             | L'obra és una figura humana construïda amb lletres d'acer inoxidable de vuit alfabets diferents —llatí, àrab, xinès, ciríl·lic, japonès, indi, hebreu i grec— i es tracta d'una "metàfora de la diversitat i globalitat" del món, segons l'autor. | Jaume Plensa 2013                                | acer inoxidable                           | Entrada Hospital Sant Joan de Déu 41° 23′ 01″ N, 2° 06′ 06″ E / 41.383717°N,2.101599°E           |      | Ànima · Carregueu una nova foto d'aquesta obra                                             |